# Ocean Arktyczny

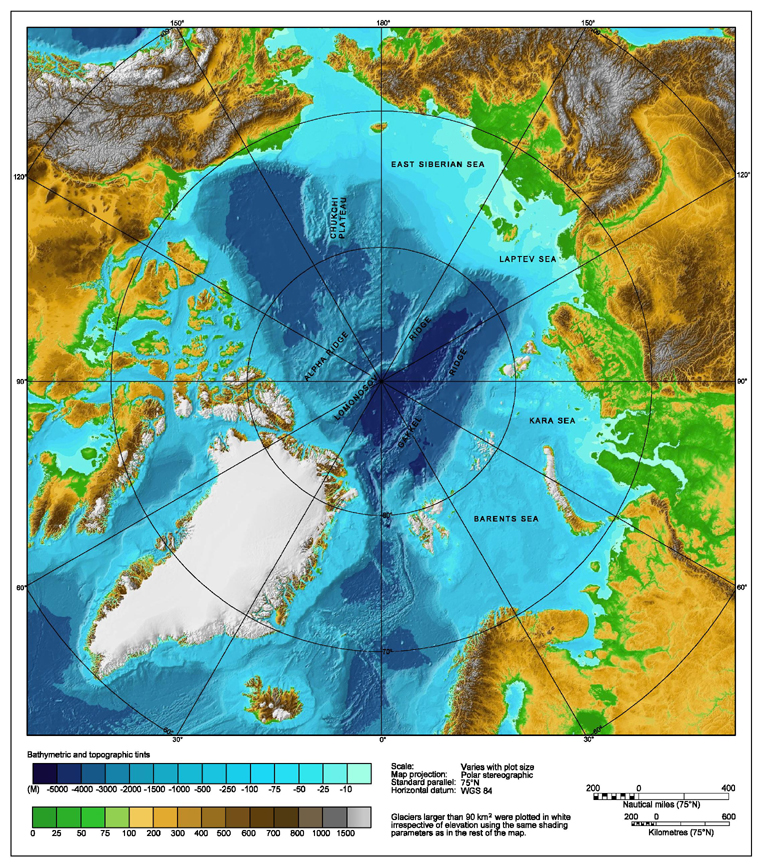
Mapa batymetryczno-topograficzna Oceanu Arktycznego i okolic

Polityczna mapa regionu Oceanu Arktycznego

Ocean Arktyczny (także: Morze Arktyczne, Morze Lodowate, Ocean Północny) – najmniejszy i najpłytszy, a być może również najmłodszy ocean na Ziemi, uznawany dawniej za część Oceanu Atlantyckiego. Rozciąga się wokół bieguna północnego w Arktyce, między kontynentem Eurazji, a Ameryką Północną. Granica między Oceanem Arktycznym a Atlantykiem biegnie między Ziemią Baffina a Grenlandią w rejonie Cieśniny Davisa; od Grenlandii do północno-zachodniej Islandii; od północno-wschodniej Islandii do południowego Spitsbergenu i od Spitsbergenu do Przylądka Północnego. Z Oceanem Spokojnym łączy go Cieśnina Beringa. Oficjalna polska nazwa tego oceanu, zatwierdzona przez Komisję Standaryzacji Nazw Geograficznych brzmi „Ocean Arktyczny”.

## Geografia
Główna część Oceanu Arktycznego zajmuje w dużym przybliżeniu okrągły basen o powierzchni około 14 056 000 km² ze wszystkich stron otoczony masami lądowymi. Składa się z trzech wyraźnych basenów, szerokiego szelfu leżącego na północ od wschodniej Syberii i rosyjskiego Dalekiego Wschodu oraz Zatoki Hudsona.
Podwodny Grzbiet Łomonosowa przebiegający pomiędzy Ellesmere’a a Wyspami Nowosyberyjskimi dzieli centralną część Oceanu Arktycznego na 2 baseny: Euroazjatycki, w tym baseny Amundsena i Nansena (4000-4500 m głębokości) i Basen Amerazjatycki (Basen Kanadyjski, Północnoamerykański lub Basen Beauforta) o głębokości w okolicach 4000 m. Najniższy punkt znajduje się na dnie Basenu Amundsena i ma 4665 m p.p.m. Drugi lecz mniej wyraźny Grzbiet Mendelejewa i łączący się z nim Grzbiet Alpha, przebiegają mniej więcej równolegle do Grzbietu Łomonosowa pomiędzy wyspami Ellesmere’a a Wyspą Wrangla. Dzielą one Basen Amerazjatycki na dwa mniejsze: Basen Kanadyjski i Basen Makarowa.
Basen Baffina oddzielony jest od basenu Kanadyjskiego wyspami Archipelagu Arktycznego, będącymi częścią tarczy kanadyjskiej. Ten sam archipelag oddziela Zatokę Hudsona od pozostałych części Oceanu. Przynależność Basenu Baffina (i Morza Baffina) oraz Zatoki Hudsona do Oceanu Arktycznego jest umowna, gdyż pod względem budowy geologicznej należą one odpowiednio do Atlantyku i kontynentu północnoamerykańskiego.
Ocean Arktyczny odznacza się silnie rozwiniętą linią brzegową o długości 45 389 km, obecnością licznych zatok – z Zatoką Hudsona na czele. Największe wyspy w jego obrębie to: Grenlandia (od strony południowej oblewana przez Ocean Atlantycki), Ziemia Baffina, Wyspa Ellesmere’a, Wyspa Wiktorii, Wyspa Banksa, Wyspa Axela Heiberga, Wyspa Księcia Walii, Nowa Ziemia, Spitsbergen.
Najwięcej wody do tegoż oceanu transportuje Prąd Norweski, który biegnie wzdłuż pn.-zach. wybrzeża Eurazji. Wymiana wody następuje także z Oceanem Spokojnym – przez Cieśninę Beringa. Największy odpływ powoduje Prąd Wschodniogrenlandzki. Za transport wody i lodu w obrębie Oceanu Arktycznego odpowiada Prąd Transarktyczny, a w jego zachodniej części krąży Wir Morza Beauforta. Temperatura i zasolenie różnią się w różnych porach roku – wraz z topnieniem i przyrostem warstwy lodu, która pokrywa zbiornik wodny prawie przez cały rok.

### Morza
W obrębie Oceanu Arktycznego wyróżnia się morza szelfowe: Barentsa, Białe, Czukockie, Karskie, Lincolna, Łaptiewów, Wschodniosyberyjskie i Zatokę Hudsona oraz morza położone w basenach oceanicznych: właściwe Morze Arktyczne oraz morza Baffina i Beauforta. Wyróżniane są także Morze Grenlandzkie, Morze Księcia Gustawa Adolfa, Morze Peczorskie (część M. Barentsa) i Morze Wandela.

## Klimat
Klimat polarny kształtują wyż arktyczny oraz wyż grenlandzki. Odznacza się stale ujemnymi temperaturami powietrza, do kilkudziesięciu stopni Celsjusza poniżej zera oraz małymi rocznymi sumami opadów.
Klimat subpolarny charakteryzuje się nieustającymi niskimi temperaturami oraz ich niewielkimi wahaniami. Średnia dobowa temperatura powietrza najcieplejszego miesiąca osiąga 10 °C. Późną kalendarzową jesienią i wczesną zimą warunki pogodowe są stabilne, a niebo bezchmurne. W czasie lata pogoda jest wilgotna i mglista, występują słabe burze śnieżne i deszcze.
Arktyka jest głównym źródłem zimnego powietrza nieustannie przemieszczającego się w kierunku równika. W średnich szerokościach spotyka się ono z cieplejszymi masami powietrza. W wyższych szerokościach geograficznych strefy klimatów umiarkowanych utrzymuje się front polarny, łączący szereg niżów wędrujących z zachodu, który powoduje opady deszczu lub śniegu.

## Fauna i flora
Obszar ten charakteryzuje delikatny ekosystem, podatny na szkody, po których odnawia się w bardzo powolnym tempie. Tam, gdzie lód pokrywa powierzchnię wody, życie morskie jest bardzo słabo rozwinięte. Za to w wolnym oceanie stworzeń morskich jest o wiele więcej. Roślinność oceanu ogranicza się do fitoplanktonu.
Wyspy są pokryte mało urodzajnymi glebami arktycznymi, przeważnie są nieporośnięte.

## Gospodarka

### Żegluga
Ocean Arktyczny jest bardzo ważny dla żeglugi transoceanicznej, gdyż stanowi najkrótszą drogę między Europą a pacyficznym wybrzeżem Ameryki Północnej oraz Azji Wschodniej. W jego obrębie istnieją dwa szlaki żeglugowe: Przejście Północno-Zachodnie między wyspami kanadyjskiego Archipelagu Arktycznego i Przejście Północno-Wschodnie wzdłuż wybrzeży Rosji. Obie trasy są przez większą część roku skute lodem i dostępne jedynie dzięki użyciu lodołamaczy. Ocieplenie klimatu może jednak spowodować, że w niedalekiej przyszłości będą one wolne od lodu.
Największymi portami na wybrzeżu Oceanu są rosyjskie miasta: Murmańsk i Archangielsk.

### Surowce naturalne
Na obszarze Arktyki dostępne są duże złoża ropy naftowej i gazu ziemnego oraz rud wielu metali, a także złoża piasku i żwiru. Z tego powodu podział terytorialny wód Arktyki – w szczególności przynależność bieguna północnego – stanowi przedmiot sporu międzynarodowego.